# بيكان (حيوان)
البِيكَان أو سَمُّور كندا أو الدَلَق أو خز سماك (الاسم العلمي:Martes pennanti) (بالإنجليزية: Fisher)‏ هو نوع من الثدييات يتبع جنس الخز من فصيلة العرسيات.
لا يواجه البيكان مفترسين سوى البشر. لقد تم اصطيادهم منذ القرن الثامن عشر بسبب فرائهم. كانت جلودهم مطلوبة للغاية لدرجة أنهم انقرضوا من عدة مناطق في الولايات المتحدة في أوائل القرن العشرين. سمحت إجراءات الحفظ والحماية للأنواع بالتعافي، لكن نطاق انتشارها الحالي لا يزال أقل من حدوده التاريخية. في عشرينيات القرن الماضي، عندما كانت أسعار الفراء مرتفعة، حاول بعض مربي الفراء تربية البيكان. ومع ذلك، جعل تأخر التكاثر غير المعتاد لديهم عملية التكاثر صعبة. عندما انخفضت أسعار الفراء في أواخر الأربعينيات، انتهت معظم تربية البيكان. بينما يتجنب البيكان عادةً الاتصال بالبشر، فقد أدى التعدي على مواطن الغابات إلى حدوث بعض النزاعات.
يبدو الذكور والإناث منها متشابهين، لكن يمكن تمييزهما بالحجم؛ الذكور أكبر من الإناث بما يصل إلى مرتين. يختلف فراءها حسب الفصول، حيث يكون أكثر كثافة ولامعًا في الشتاء. خلال فصل الصيف، يصبح اللون أكثر تبرقشًا، حيث يمر الفراء بدورة انسلاخ. يفضل السمور الصيد في الغابة الكاملة. على الرغم من أنه متسلق ماهر، إلا أنه يقضي معظم وقته على أرضية الغابة، حيث يفضل البحث حول الأشجار المتساقطة. إنه حيوان آكل للكل (قارت)، ويتغذى على مجموعة متنوعة من الحيوانات الصغيرة وأحيانًا على الفواكه والفطر. يفضل قواع ثلجي النعال وهو أحد الحيوانات القليلة التي يمكنها اصطياد شيهم أمريكا الشمالية بنجاح. على الرغم من اسمه الشائع، إلا أنه نادرًا ما يأكل السمك.
تستمر دورة التكاثر ما يقرب من عام. تلد إناثها بضعًا من ثلاثة أو أربعة أشبال في الربيع. ترضعهم وتعتني بهم حتى أواخر الصيف، عندما يكونون كبارًا بما يكفي للانطلاق بمفردهم. تدخل الإناث في نَشْوةٍ جنسية بعد الولادة بفترة وجيزة وتغادر العرين للعثور على رفيق. يتم تأجيل انغراس البويضة المخصبة حتى الربيع التالي، حيث تلدن ويتجدد الدورة.

## أصل التسمية
رغم تسميته بـ "السمّاك" (فِشر بالإنجليزية)، إلا أن هذا الحيوان غير معروف بأكله للأسماك. بدلاً من ذلك، يرتبط الاسم بكلمة "fitch" والتي تعني ابن عرس الأوروبي أو فروته، وذلك بسبب الشبه الظاهر بينهما. ويأتي الاسم من الكلمة الهولندية القديمة fisse أو visse. وفي اللغة الفرنسية، يُسمى فراء القِمْط أيضًا fiche أو fichet.
بدلاً من ذلك، فيشير الدكتور جيمس ديكي، كما رواه جون جيمس أودوبون وجون باخمان، إلى أن اسم "السمّاك" ربما يعود إلى "ولعه الشديد بالأسماك المستخدمة في طُعْم الفخاخ"، على الرغم من أن هذا قد يكون مجرد موروث شعبي محلي.